# Actinostemma tenerum
Actinostemma tenerum är en gurkväxtart som beskrevs av William Griffiths. Actinostemma tenerum ingår i släktet Actinostemma och familjen gurkväxter. Utöver nominatformen finns också underarten A. t. yunnanensis.